# 福比登岩
73°36′S 94°12′W / 73.600°S 94.200°W
福比登岩（英語：Forbidden Rocks）是南極洲的岩石，位於埃爾斯沃思地，長2公里，處於哈斯克爾冰川和沃克冰川之間，屬於瓊斯山的一部分，由明尼蘇達大學繪入地圖。